# アルグ・テムル
アルグ・テムル（モンゴル語: Aruγ Temür、中国語: 阿魯輝帖木児、生没年不詳）は、チンギス・カンの子のオゴデイの子孫で、モンゴル帝国の皇族。『元史』などの漢文史料では阿魯輝帖木児と記される。

## 概要
アルグ・テムルの先祖はオゴデイ・カアンの末子のメリクで、メリク家は代々イルティシュ川流域を遊牧地としていた。メリク家は一時カイドゥ・ウルスの傘下に入っていたものの、カイドゥの死によってカイドゥ・ウルスが瓦解すると大元ウルスに投降し、「陽翟王」の王号を与えられていた。
ウカアト・カアン（順帝トゴン・テムル）の治世の半ば、江南で紅巾の乱が勃発すると、カアンは北方モンゴリアに居住する宗王に命じてモンゴリアの兵を率いて江南の叛乱軍を鎮圧させようとした。これを聞いたアルグ・テムルは大元ウルスンの国政が既に行き詰まったことを悟り、数万の軍を動員して他の諸王を脅迫して従え、ウカアト・カアンに対して叛乱を起こした。
アルグ・テムルはカアンに使者を派遣して「祖宗は天下を汝に与えたというのに、汝は何故その太半を失ってしまったのか。国璽（qasbuu tamuγa）を我に与えて、我こそをカアンとせよ」と伝えさせた。カアンはこれを聞いても顔色も変えず、知枢密院事の禿堅帖木児にアルグ・テムルを討伐させることを決定した。
禿堅帖木児はモンゴリア南西のチンカイ・バルガスンまで行き、そこでカラチン万人隊を招集した。しかし禿堅帖木児は戦闘の素人であり、軍を率いてアルグ・テムルと対陣する所まではいったものの、戦闘が始まらない内から配下の軍勢が脱走してアルグ・テムル軍の下に逃れ、禿堅帖木児は敗れて単騎で上都に帰らざるをえなくなった。
至元21年（1361年）、ウカアト・カアンは更に知枢密院事ラオジャンに十万の軍とともにアルグ・テムルの討伐に往かせ、またアルグ・テムルの弟のクトゥク・テムルを味方に引き入れて鎮圧軍に従軍させた。このようにして元軍はようやくアルグ・テムル軍を撃ち破ることができた。アルグ・テムルは東方に逃れようと図ったが、その武将の脱驩がアルグ・テムルの行動に気づき、宗王ナンギャらとともにアルグ・テムルを捕らえてウカアト・カアンの下に送り、カアンの命によりアルグ・テムルは処刑された。
ウカアト・カアンはアルグ・テムル討伐の功績によってラオジャンを太傅に、脱驩を遼陽行枢密院事に任じ、またクトゥク・テムルを陽翟王に任じてアルグ・テムルの後を継がせた。またラオジャンには和寧王の称号と嶺北行省丞相知行枢密院事の肩書きを与えて北方で同様の叛乱が起こらないようモンゴリアに駐屯させた。

## メリク王家
- オゴデイ・カアン(Ögödei Qa'an ＞窩闊台,اوگتاى قاآن/Ūgtāī Qā'ān)
  - メリク大王(Melik ＞滅里/mièlǐ,ملک/Melik)
    - 陽翟王トゥマン(Tuman ＞禿満/tūmǎn,تومان/Tūmān)
      - 陽翟王クチュン(Küčün ＞曲春/qūchūn)
        - 陽翟王テムルチ(Temürči ＞帖木児赤/tiēmùérchì)
          - 陽翟王アルグ・テムル(Aruγ Temür ＞阿魯輝帖木児/ālŭhuī tiēmùér)
          - 陽翟王クトゥク・テムル(Qutuq Temür ＞忽都帖木児/hūdōu tiēmùér)

    - トガン・ブカ(Toγan Buqa ＞تگان بوقا/Togān Būqā)
      - オルクト(Olqut ＞اولوکتو/Ūlūktū)

    - トガンチャル(Toγančar ＞توغانچار/Tūghānchār)
    - トルチャン(Torčan ＞تورجان/Tūrjān)
    - トク大王(Toqu ＞脱忽/tuōhū,توقو/Tūqū)
    - アブドゥッラー大王(Abdullah ＞俺都剌/ǎndōulà,عبدالله/Abdullah)
      - アヤチ大王(Ayači ＞愛牙赤/àiyáchì)
        - 陽翟王タイピン(Taiping ＞太平/tàipíng)